# Kloster Bjala Tscherkwa
Das Kloster Bjala Tscherkwa »Hll. Apostel Petrus und Paulus« (bulgarisch Белочерковски манастир »Св.св. апостоли Петър и Павел«) ist ein Mönchskloster im geistlichen Bezirk Plowdiw der Diözese Plowdiw der Bulgarisch-Orthodoxen Kirche. Seine Gründung erfolgte vermutlich im 11. Jahrhundert. Nach Zerstörung durch die Osmanen im 17. Jahrhundert wurde es Ende des 19. Jahrhunderts neu aufgebaut. Es ist das höchstgelegene Kloster Bulgariens.

## Lage
Die Klosteranlage befindet sich ca. 25 km südsüdöstlich des Zentrums der Stadt Plowdiw. Sie liegt auf dem Grat des Belotscherkowski-Bergrückens (Белочерковски рид) im Gebirgsteil Tschernatiza (Дял Чернатица) der Westrhodopen. Die Lage auf 1621 m über dem Meeresspiegel macht das Kloster zum höchstgelegenen in Bulgarien. Die nächsten Siedlungen sind der Ferienort Bjala Tscherkwa (Бяла Черква) und das Dorf Kossowo (с. Косово). Von Plowdiw aus ist das Kloster per Straße über Markowo (с. Марково) oder über Belaschtiza (с. Белащица) erreichbar.

## Geschichte
Der Standort des Klosters liegt in der Nähe einer ehemaligen Römerstraße, die zum heutigen Dorf Chwojna (с. Хвойна) führte. Funde altrömischer Münzen im Klosterareal legen nahe, dass sich dort bereits in der Antike eine Siedlung befand. Gemäß der Überlieferung wurde das Kloster im 11. Jahrhundert in der Nähe einer heiligen Quelle gegründet. Als Patrone wählten die Mönche die Heiligen Uneigennützigen Kosmas und Damian.
Mitte des 17. Jahrhunderts unternahm die osmanische Obrigkeit den Versuch einer gewaltsamen Islamisierung der bulgarischen Bevölkerung in den Rhodopen. Dabei wurden 218 Kirchen und 33 Klöstern im Gebiet zwischen Kostenez und dem heutigen Assenowgrad zerstört. Dieses Schicksal ereilte 1657 auch das Kloster »Hll. Kosmas und Damian«.
Anfang des 19. Jahrhunderts kam es zu einer Lockerung des Verbots der Errichtung von Kirchen. Dies machte es möglich, dass bereits 1810 mit dem Wiederaufbau der zerstörten Klosterkirche begonnen werden konnte. Die neue Kirche wurde den Aposteln Petrus und Paulus geweiht. In den 1880er Jahren ergriffen Metropolit Gerwasij von Plowdiw, Kostadin Guberow (Костадин Губеров) aus dem Dorf Chwojna und Kostaki Peëw (Костаки Пеев) (* 1843, † 1920), erster Bürgermeister von Plowdiw nach der Befreiung, die Initiative zum Wiederaufbau des Klosters. Der Architekt Josef Schnitter leitete die Rekonstruktion. An den Bauarbeiten beteiligten sich auch die Einwohner der umliegenden Dörfer. Am 15. Augustjul. / 27. August 1883greg. konnte das restaurierte Kloster »Hll. Apostel Petrus und Paulus« geweiht werden. Die Feierlichkeiten wurden vom Chronisten des Aprilaufstands, Sachari Stojanow, dokumentiert.
Bis 1896 blieben Kirche und Kloster unter der Oberhoheit des griechisch dominierten Ökumenischen Patriarchats von Konstantinopel. Erst dann wurden sie dem bereits seit 1870 existierenden Bulgarischen Exarchat unterstellt. In der Zwischenkriegszeit bildete das Kloster einen wichtigen regionalen Wirtschaftsfaktor. Es verfügte über 20 Hektar Ackerland und besaß 50–60 Hektar Wald. Der Viehbestand betrug 400–500 Schafe sowie ca. 100 Kühe und Ochsen. Die Stallungen waren rund einen Kilometer vom Kloster entfernt.
Nach der Revitalisierung des Klosters entwickelte sich in der Nähe der Ferienort Bjala Tscherkwa. 1903 entstanden erste Villen prominenter Bürger aus Plowdiw, die dort der Sommerhitze in der Stadt entfliehen wollten. In der Volksrepublik Bulgarien erwuchs daraus ein kleiner Kurort mit Hotel, Restaurant, Touristenhütte, Gemischtwarenladen sowie einem Postamt. Heute ist der Ort nahezu in Vergessenheit geraten.
Im Winter 2002 ereignete sich ein folgenschwerer Brand, dem die Wohn- und Wirtschaftsgebäude des Klosters zum Opfer fielen. Nur die Klosterkirche blieb unbeschadet. Der Nordostflügel des Klosters ist inzwischen wieder aufgebaut worden. Die Rekonstruktionsarbeiten am Nordwestflügel sind im Jahre 2025 noch nicht abgeschlossen.

## Kunst und Architektur

### Klosterhof
Der Klosterhof hat die Form eines nach Nordosten gestreckten  Trapezes. Die Klosterpforte liegt im Südwesten des Areals an der Straße nach Kosowo. Im Nordosten und Nordwesten ist der Hof durch Wohn- und Wirtschaftsgebäude eingerahmt. Das wiedererrichtete Wohngebäude der Mönche ist ein zweigeschossiger Bau mit Arkaden in beiden Stockwerken. Die Klosterkirche steht in der Nordosthälfte des Hofes. Hinter ihrer Apsis sind die Überreste der Apsis des Vorgängerbaus aus dem 11. Jahrhundert bewahrt. Westlich der Kirche gibt es ein Gebäude mit Unterkünften für Pilger und Besucher.

### Kirche »Hll. Petrus und Paulus«
Die Klosterkirche ist eine einschiffige, kuppellose Kirche mit einem Tonnengewölbe und einer nach Südosten orientierten Apsis. Ihr rechteckiger Gemeinderaum (Naos) verfügt über zwei Seitenkonchen (Chöre), die in der Außenfassade durch Apsidien betont sind. Diese reichen, im Gegensatz zur Altarapsis, bis zum Dachsims. Der Innenraum wird durch zwei Fenster an der Westfassade und jeweils vier Fenster an den Längsseiten erhellt. Daneben befindet sich ein Fenster in der Altarapsis.
Das Gebäude wurde laut einer Wandinschrift neueren Datums 1810 von Meistern aus Jugowo (с. Югово) auf Fundamentresten des im 17. Jahrhundert zerstörten Gotteshauses errichtet. Sein Mauerwerk besteht aus geschichteten, mit Mörtel verbundenen Marmorblöcken. Diese stammen aus einem vier Kilometer entfernten Steinbruch unterhalb des Malinow-Gipfels. Ein Verputz wurde nicht aufgebracht. Bedingt durch die helle Fassade, ist das Gotteshaus auch aus der Ferne sichtbar. Es wurde daher im Volksmund als „Weiße Kirche“ (bulgarisch "Бяла Черква", transkribiert "Bjala Tscherkwa", türkisch "Ak Kilise") bezeichnet. Dieser Name übertrug sich später auf die gesamte Umgegend des Klosters.
Im Kircheninnenraum waren die Wände weiß verputzt. Anlässlich des 1300-jährigen Bestehens des bulgarischen Staates wurden sie in den Jahren 1979–1981 durch den bulgarischen Künstler M. Minkow (М. Минков) mit Fresken ausgeschmückt. In der linken Seitenkonche befindet sich das Fresko „Christus Pantokrator“. Gegenüber ist der Heilige Johannes der Täufer dargestellt. An den Wänden finden sich Bilder von Szenen aus dem Leben Jesu sowie der Apostel Petrus und Paulus. Das Gewölbe ziert ein Sternenhimmel.
1812 und in den Folgejahren wurden der Kirche verschiedene Ikonen gestiftet. Darunter befindet sich ein Bildnis des Hl. Nikolaus (Св. Никола) aus der Hand eines unbekannten Meisters.

### Heilige Quelle
200 Meter außerhalb des Klosters entspringt eine heilende Quelle, die klares kaltes Wasser spendet. Bei Ausgrabungen wurde eine Steinplatte mit einer altslawischen Inschrift gefunden, auf der sowohl die Initiatoren für den Bau der Quellfassung als auch die Stifter der dazu benötigten Mittel genannt sind. Die Platte wird heute im Kloster aufbewahrt.

## Patronatsfest
Das Patronatsfest des Klosters ist das Fest Peter und Paul am 29. Juni. Im Bulgarischen wird es als Peterstag (Петровден, transkribiert Petrowden) bezeichnet. Bis in die sechziger Jahre des vorigen Jahrhunderts wurde an diesem Tag ein großes Fest ausgerichtet. Mehrere Ochsen wurden geschlachtet und den Besuchern Kurban (Fleischsuppe) gereicht. Daneben war für Musik und Tanz gesorgt.